# O călătorie spre centrul Pământului
O călătorie spre centrul Pământului (în franceză Voyage au centre de la Terre) este un roman scris de Jules Verne din seria Călătorii extraordinare și publicat în 1864. Apărut inițial în format in-18 pe 25 noiembrie 1864, a fost reeditat în format in octavo pe 13 mai 1867. Textul din 1867 diferă de cel din 1864, având două capitole suplimentare. 
După descoperirea unui manuscris vechi cu rune, în care se afla o filă scrisă cu cerneală simpatică de istoricul islandez și cărturarul medieval Snorri Sturlusson, un savant, nepotul său și ghidul lor întreprind o călătorie spre centrul Pământului, folosind pentru asta un vulcan islandez.
Așa cum obișnuiește Jules Verne, romanul constituie un amestec abil de fapte științifice, extrapolări și aventuri. Introducerea romanului reflectă preocuparea pentru o știință tânără, criptologia (Edgar Poe i-a dedicat și el un roman, Cărăbușul de aur). Continuarea prezintă o descriere a Islandei sfârșitului de secol al XIX-lea, apoi se axează pe două științe în plină ascensiune, paleontologia și geologia.

## Rezumat

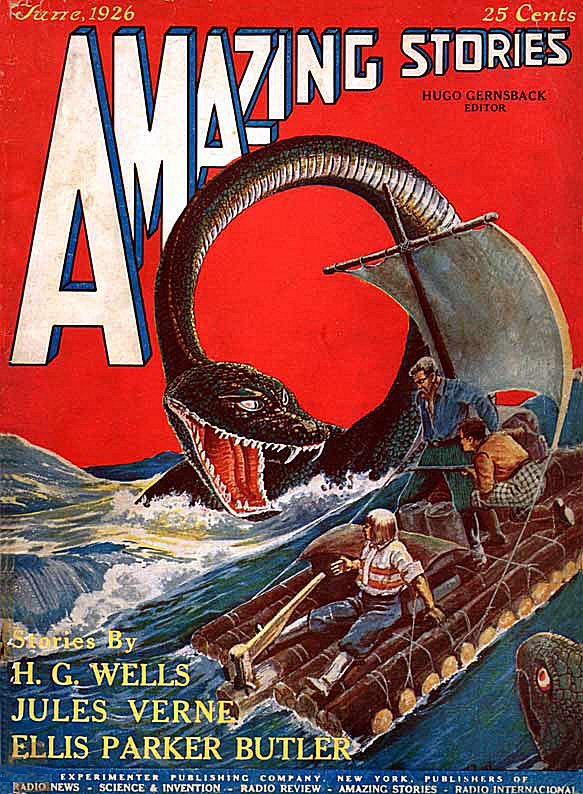

Axel Lidenbrock, povestitorul adolescent al poveștii, locuiește la Hamburg (Germania), alături de unchiul său, profesorul Otto Lidenbrock, un profesor impetuos și unic de geologie. Povestea, stabilită în mai 1863, se deschide în timp ce acesta din urmă se grăbește spre casă pentru a-i arăta lui Axel cea mai recentă achiziție: un manuscris runic al renumitului istoric islandez Snorri Sturluson. Găsesc ascunse în paginile sale o notă separată care, atunci când este tradusă în latină și citită înapoi, pare a fi înregistrarea alchimistului islandez Arne Saknussemm despre un pasaj care duce la centrul Pământului într-un crater din Snaefell, un vulcan latent din Islanda. Cu toate acestea, craterul care conține pasajul este dezvăluit doar de umbre la prânz în ultimele zile ale lunii iunie, la doar o lună distanță. Otto se repede în zonă, trăgând cu el un Axel foarte reticent, pesimist și sceptic.
Ajung în cele din urmă la Reykjavík, unde îl angajează pe vânătorul de eider islandez Hans Bjelke pentru a-i îndruma în lunga călătorie către vulcan. După o urcare grea la vârful lui Snaefell, trio-ul localizează craterul corect și coboară și găsesc pasajul. Când ajung la o bifurcație, Otto alege tunelul estic, dar după trei zile intră într-o peșteră în care istoria Perioadei Carbonifere este vizibilă, iar Otto își dă seama că s-a înșelat. Se întorc și se îndreaptă către celălalt tunel. Aventurierii își epuizează apa și proviziile, dar Hans localizează un râu subteran și urmează asta după aceea. Într-o zi, Axel ia o întorsătură greșită și se pierde, dar în cele din urmă un fenomen acustic îi permite să vorbească cu Otto și Hans și el este capabil să se alăture lor.
Trio găsește un mare lac sau mare și, de-a lungul țărmului, întâlnesc o pădure de ciuperci uriașe și licofite. La sol sunt oase de mastodont. Hans construiește o plută din lemn parțial pietrificat, iar cei trei bărbați au început să navigheze, sperând să traverseze marea. Prind pești din specii dispărute și, după câteva zile de navigație, dau peste un ihtiozaur și un plesiosaur luptându-se. Mai târziu sunt prinși de o furtună electrică care durează zile. La un moment dat, o minge de foc lovește pluta, dar furtuna duce în cele din urmă vasul la țărm. Totuși, busola indică faptul că s-au întors la țărmul din care plecaseră.
În timp ce Hans repară pluta, Otto și Axel explorează zona. Ei găsesc scoici și oase de animale dispărute de mult și descoperă, de asemenea, un craniu uman. În curând, dau peste un om fosilizat. Pe măsură ce continuă, văd o turmă de mastodonti și dintr-o dată văd un bărbat uriaș păstorind fiarele. Ei fug înapoi la țărm, unde găsesc un marcaj care indică calea lui Saknussemm. Îl urmează, dar se găsesc blocați de o piatră mare, pe care o aruncă cu praf de pușcă, după ce s-au întors mai întâi la plută pentru a se pune la o distanță sigură de explozie. Cu bariera îndepărtată, exploratorii sunt transportați pe lângă ea pe un torent ore în șir și apoi se găsesc împinși în sus. La două luni după intrarea în lumea subterană, bărbații sunt transportați de o erupție vulcanică la suprafața insulei Stromboli, în largul coastei Italiei.

### Capitolele cărții
Romanul conține patruzeci și cinci de capitole, fără titlu.

## Inspirație
Cartea s-a inspirat din lucrarea lui Charles Lyell Geological Evidences of the Antiquity of Man, apărută în 1863 (și e posibil să fi fost influențată și de opera anterioară a lui Lyell, "Principles Of Geology", publicată între 1830–33). La acea vreme, geologii abandonaseră interpretarea literală a Bibliei legat de formarea Pământului și era general acceptată ideea că sfârșitul ultimei glaciațiuni a marcat apariția omenirii, dar Lyell a descoperit noi dovezi care trimiteau originea oamenilor mult mai departe în timp. Cartea lui Lyell a influențat și a doua ediție a lucrării lui Louis Figuier, La Terre avant le déluge (1867), care includea ilustrații cu sălbatici purtând piei de animale și mânuind topoare de piatră, în locul Grădinii Edenului din ediția apărută în 1863.

## Teme abordate în roman
- Studiul criptologiei (descifrarea runelor pentru a putea călători spre centrul Pământului)
- Speologia (prin descoperirea interiorului Pământului)
- Paleontologia (descoperirea animalelor preistorice despre care se credea că au dispărut, precum și a cadavrului unui om din Cuaternar)
- Mineralogia (știință reprezentată de profesorul Lidenbrock), prezentă și în Copiii căpitanului Grant
- Nebunia (episodul în care Axel rămâne singur)
- Fantasticul (episodul visului lui Axel)
- Aventura
- Dragostea (Axel este îndrăgostit de Graüben)
- Călătoria (Axel, Otto și Hans călătoresc spre centrul Pământului)

## Lista personajelor
- Profesorul Otto Lidenbrock - personaj principal, participant la călătorie
- Axel - narator, personaj principal, participant la călătorie
- Hans Bjelke - personaj principal, participant la călătorie
- Christiensen
- M. Finsen
- Profesorul Fridriksson.
- Graüben
- Hevelius
- Doctorul Hyaltalin
- Martha
- M. Pictursson
- Arne Saknussemm
- Profesorul Thomson
- Contele Trampe
- Vincent
- Hamid Mamsouakch

## Adaptări

### Film
- 1959 – O călătorie spre centrul Pământului - SUA, regia Henry Levin, cu Pat Boone și James Mason. Deoarece personajul lui Boone era mai aventuros decât lașul Axel din roman, filmul introduce un personaj negativ pentru o prezentare mai potrivită.
- 1978 – Viaje al centro de la Tierra - Spania, regia Juan Piquer Simón, cu Kenneth More și Pep Munné. A fost distribuit în Statele Unite cu titlul Where Time Began.
- 2008 – Journey to the Center of the Earth - un film 3D de Eric Brevig, cu Brendan Fraser, Anita Briem și Josh Hutcherson. Filmul vrea să fie o continuare a cărții originale.
- 2008 – Journey to the Center of the Earth – un film pe DVD lansat de The Asylum, reprezentând o adaptare vagă a cărții originale. În Marea Britanie a fost lansat cu titlul Journey to Middle Earth.

### Televiziune
- Un serial animat de televiziune, Journey to the Center of the Earth, a fost lansat în 1967, cu vocile lui Ted Knight, Pat Harrington, Jr. și Jane Webb.
- Un film animat de televiziune a fost lansat de CBS in 1977, în cadrul serieiFamous Classic Tales.
- Un film din 1989, intitulat Journey to the Center of the Earth, a preluat doar titlul și ideea generală din romanul lui Verne, fiind destinat audienței adolescentine. A fost scris de Debra Ricci, Regina Davis, Kitty Chalmers și Rusty Lemorande, fiind regizat de Lemorande și Albert Pyun. În rolurile principale sunt Emo Philips, Paul Carafotes, Jaclyn Bernstein, Kathy Ireland, Janet Du Plessis, Nicola Cowper, Lochner De Kock și Ilan Mitchell-Smith. Avea la bază o versiune incompletă, mult mai fidelă textului vernian, scrisă și regizată de Lemorande, dar rămasă neterminată din cauza închiderii studiourilor Cannon Films.
- În 1993, NBC a lansat o adaptare, avându-i în distribuție pe John Neville, F. Murray Abraham și Kim Miyori.
- Episodul din 1996 al serialului de televiziune Wishbone, "Hot Diggety Dawg", se bazează pe roman, prezentând o serie de scene importante în care apare profesorul Lidenbrock.
- Miniserialul din 1999 de la Hallmark Entertainment îi are în distribuție pe Treat Williams, Jeremy London, Bryan Brown, Tushka Bergen și Hugh Keays-Byrne (această versiune se abate considerabil de la originalul vernian).
- Un film de televiziune lansat de RHI Entertainment, cu Rick Schroder, Peter Fonda, Victoria Pratt, Steven Grayhm și Mike Dopud a fost filmat în locații din apropiere de Vancouver în format HD pe parcursul verii anului 2007. Filmul a fost prezentat pe 4 februarie 2008 și a fost lansat pe DVD. Personajele lui Victoria Pratt și Peter Fonda au fost adăugate poveștii originale.

### Teatru
- Versiunea de scenă Journey to the Center of the Earth, scrisă de Gerald Fitzgerald și regizată de Steven-Shayle Rhodes, a fost prezentată de Pegasus Theatre în Dallas, Texas în anul 2000, cu modificări substanțiale făcute personajelor și intrigii.

### Altele
- Un parc de distracții bazat pe carte, Journey to the Center of the Earth, este deschis în secțiunea Insula Misterioasă a parcului tematic Tokyo DisneySea.
- Un parc de distracții acvatic din Water World, Federal Heights, Colorado, intitulat 'Voyage to the Center of the Earth', are la bază ideea cărții.
- Jocuri video intitulate Journey to the Center of the Earth: la începutul anilor '80, realizat de Ozisoft;[3] în 1988, de Chip Software [4] pentru Commodore 64; în 1989, de Topo Soft [5] pentru ZX Spectrum și în 2003, de Frogwares.[6]
- O tablă de joc realizată de Rüdiger Dorn a fost pusă în vânzare de Kosmos în 2008.[7]
- Albumul lui Rick Wakeman Journey to the Centre of the Earth combină cântece, narațiune și piese instrumentale pentru a repovesti cartea, iar albumul Return to the Centre of the Earth povestește aventura ulterioară a altor călători care vor să repete voiajul original.
- Un serial radiofonic în 8 părți a fost produs de Howard Jones în 1963 pentru "BBC Radio 4", avându-i în distribuție pe Bernard Horsfall și Jeffrey Banks.
- O adaptare radiofonică a fost lansată de National Public Radio în 2000 în cadrul seriei "Radio Tales".
- Alien Voices, un trupă radiofonică condusă de Leonard Nimoy și John de Lancie, a lansat versiunea dramatizată a Călătoriei spre centrul Pământului prin intermediul companiei Simon and Schuster Audio în 1997.

### Aluzii și referințe în alte opere
- Romanul lui Sir Arthur Conan Doyle O lume dispărută (1912) conține multe idei similare Călătoriei spre centrul Pământului
- Personajul Emmett Brown interpretat de Christopher Lloyd în trilogia cinematografică Back To The Future atribuie originile vieții sale dedicate științei cărților din Jules Verne citite în copilărie, în special Călătoriei spre centrul Pământului (la vârsta de doisprezece ani chiar a încercat să sape către centrul Pământului). Back To The Future, Part III în particular reprezintă un omagiu adus cărții, Dr. Brown săpându-și inițialele la fel cum a făcut Arne Saknussemm, pentru a fi de folos viitorilor exploratori. La sfârșitul filmului se dezvăluie faptul că Dr. Brown are doi fii numiți Jules și Verne.
- Prima parte a sezonului al doilea din Around the World with Willy Fog a studioului spaniol BRB Internacional a fost "O călătorie spre centrul Pământului."
- Un album conceptual, intitulat Journey to the Centre of the Earth a fost lansat de Rick Wakeman în 1974.
- Rick Wakeman a lansat un al doilea album conceptual, Return to the Centre of the Earth, în 1999.
- Edgar Rice Burroughs a scris seria Pellucidar folosind conceptul Călătoriei spre centrul Pământului.
- Supranumele personajului interpretat de Kathy Ireland în Alien From L.A. (1988), un film despre o fată care cade în pământ și descoperă o societate subteranî represivă, este Saknussemm.
- Jocul RPG din 1992 Quest for Glory III al celor de la Sierra Entertainment îl folosește pe Arne Saknoosen the Aardvark pe post de personaj pentru informații despre explorări, aluzie la exploratorul Arne Saknussemm.
- Seria de benzi desenate a celor de la DC Comics Warlord are loc în Skartaris, un tărâm care ar exista în Pământ.

## Traduceri în limba română
- cca 1932 - Călătorie spre centrul Pământului, Ed. Cugetarea, București, traducere E. C. Decusara, 144 pag.
- cca 1940 - O călătorie spre centrul pământului, Ed. Națională-Ciornei, 188 pag.
- 1958 - O călătorie spre centrul Pămîntului, Ed. Tineretului, București, traducere Dan Faur, 252 pag.
- 1971 - O călătorie spre centrul Pămîntului, Ed. Ion Creangă, București, Colecția ”Jules Verne”, vol. 1, traducere Dan Faur, 272 pag.
- 1977 - O călătorie spre centrul Pămîntului, Ed. Ion Creangă, București
- 1992 - O călătorie spre centrul Pămîntului, Ed. Eden, București, Seria ”Juvenalia”, trad. Paul Lampert, 168 pag.
- 2001 - O călătorie spre centrul Pământului, Ed. Corint, traducere Traian Fințescu, 200 pag., ISBN 973-653-240-2
- 2004 - O călătorie spre centrul Pământului, Ed. Herra, 224 pag., ISBN 973-7923-57-X
- 2004 - O călătorie spre centrul Pământului, Ed. Regis, 208 pag., ISBN 973-98851-6-0
- 2004 - Călătorie în centrul Pământului, Ed. Semne, 160 pag.
- 2005 - O călătorie spre centrul Pământului, Ed. Corint Junior, Seria ”Călătorii extraordinare de Jules Verne”, traducere Traian Fințescu, 248 pag., ISBN 973-7789-29-6
- 2005 - O călătorie spre centrul Pământului, Ed. Exigent, 234 pag., ISBN 978-973-8007-53-4
- 2006 - O călătorie spre centrul Pământului, Ed. Andreas, 222 pag.
- 2007 - O călătorie spre centrul Pământului, Ed. Cartex 2000, 204 pag., ISBN 978-973-104-076
- 2008 - Călătorie spre centrul Pământului, Ed. Rao, 56 pag., ISBN 978-973-10-3383-9 - rescrisă pentru copii de 8-10 ani și ilustrată de van Gool
- 2009 - O călătorie spre centrul Pământului. Goana după meteor, Ed. Adevărul, Colecția ”Biblioteca Adevărul”, nr. 40, traducere Doina Oprița, 430 pag.
- 2009 - Călătorie spre centrul pământului, Ed. Artemis și Semne
- 2010 - O călătorie spre centrul Pământului, Ed. Adevărul, Colecția "Jules Verne", vol. 13, traducere Doina Oprița, 240 pag., ISBN 978-606-539-127-7
- 2010 - O călătorie spre centrul Pământului, Ed. Maxim Bit, traducere Oana Bodiș, 128 pag., ISBN 978-973-8976-62-7
- 2011 - O călătorie spre centrul Pământului, Ed. Tedit F.Z.H., Colecția ”Picolino”, traducere Dan Starcu, 300 pag.